# Hospital Militar Nacional de Walter Reed

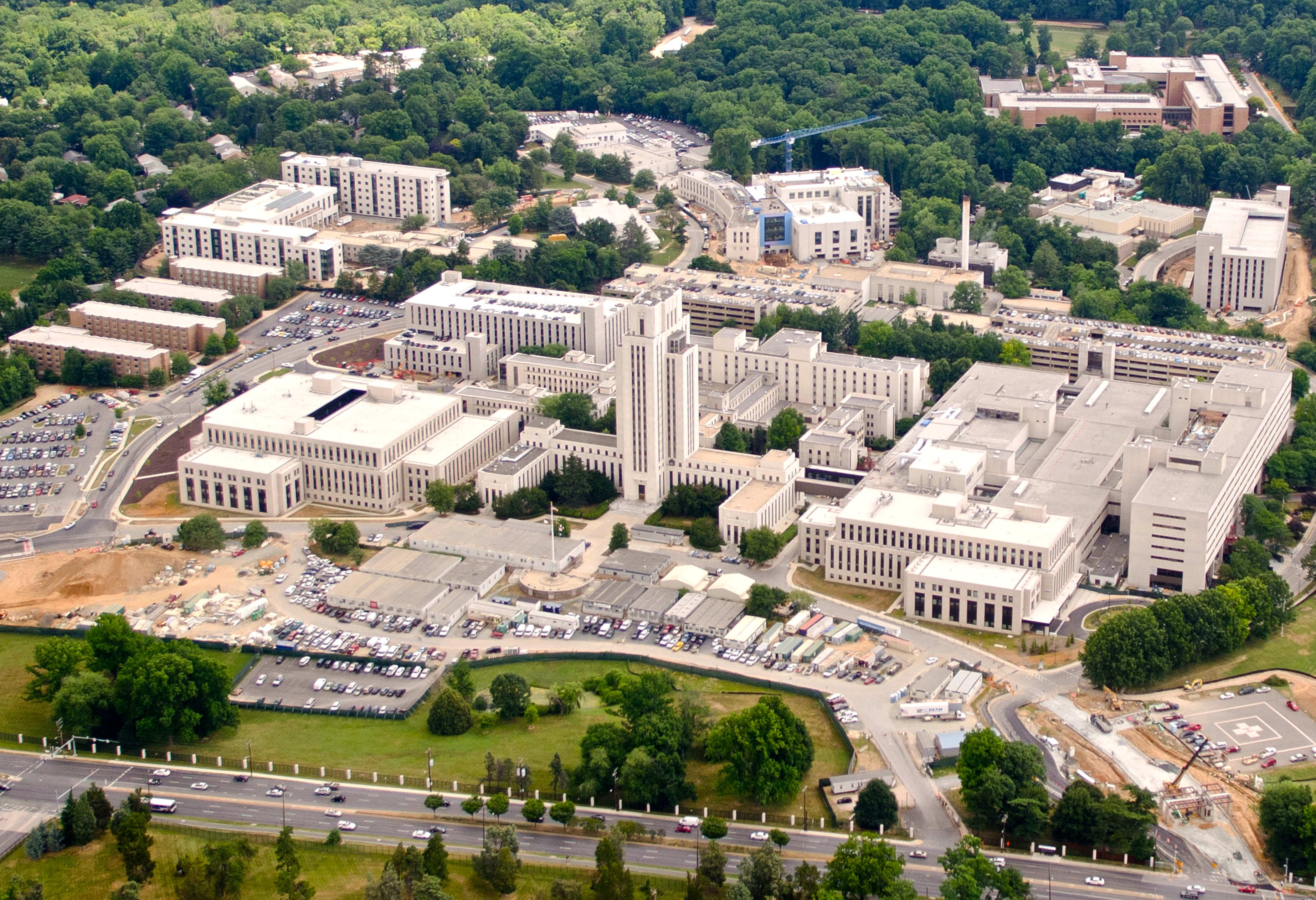
Vista aérea do centro hospitalar em 2011.

O Hospital Militar Nacional de Walter Reed (WRNMMC), antigamente conhecido como Centro Médico Naval Nacional e coloquialmente referido como Hospital Naval de Bethesda, Walter Reed, ou Navy Med, é um hospital militar dos Estados Unidos, localizado na comunidade de Bethesda, Maryland, perto da sede dos Institutos Nacionais da Saúde. É um dos mais proeminentes hospitais militares dos Estados Unidos na Região Metropolitana de Washington, D.C., sendo responsável por cuidar de vários presidentes do país desde o século vinte.
Em 2 de outubro, após o teste positivo para coronavírus durante o Surto de COVID-19 na Casa Branca, o presidente Donald Trump, com sua esposa, Melania Trump, decidiu isolar-se temporariamente neste centro médico.